# Тёжер, Даниэль
Даниэль Тёжер (венг. Tőzsér Dániel; 12 мая 1985, Сольнок, Венгрия) — венгерский футболист, полузащитник. Выступал в сборной Венгрии.

## Клубная карьера
Тёжер — воспитанник клубов «Дебрецен» и турецкого «Галатасарая». В 2004 году он начал профессиональную карьеру в команде «Ференцварош». Тренер команды за внешнее сходство наградил Даниэля прозвищем «венгерский Френк Лэмпард». В чемпионате Венгрии Тёжер провёл два сезона. В 2006 году он перешёл в греческий АЕК. В Афинах он сразу же завоевал место в основе и был одним из лидеров команды в матчах Лиги чемпионов. Тёжер также дважды помог АЕКу завоевать серебряные медали греческой Суперлиги.
В 2008 году Даниэль перешёл в бельгийский «Генк». 17 августа в матче против «Беерсхота» он дебютировал в Жюпиле лиге. 4 октября в поединке против «Мехелена» Тёжер забил свой первый гол за «Генк». В матчах Лиги Европы против французского «Лилля» он отметился двумя голами. В своём первом сезоне Даниэль помог «Генку» завоевать Кубок Бельгии. В 2011 году он стал чемпионом Бельгии, а также помог команде завоевать Суперкубок Бельгии. В 2012 году Тёжер был одним из лидеров клуба сыграв все 10 матчей в Лиге чемпионов.
Летом того же года он перешёл в итальянский «Дженоа». 26 августа в матче против «Кальяри» Тёжер дебютировал в Серии А. В Италии Даниэль был футболистом ротации и в 2014 году для получения игровой практики на правах аренды перешёл в английский «Уотфорд». 18 февраля в матче против «Йовил Таун» он дебютировал в Чемпионшипе. По окончания сезона Тёдер перешёл в «Парму», но сразу же вновь был отдан в аренду в «Уотфорд». 23 августа в поединке против «Лидс Юнайтед» он забил свой первый гол за «лосей». В сезоне 2004/15 Даниэль вместе с командой вышел в Премьер-лигу.
Летом 2015 года Тёжер перешёл в «Куинз Парк Рейнджерс», подписав контракт на два года. 12 сентября в матче против «Ноттингем Форест» он дебютировал за новую команду. 23 февраля в поединке против «Шеффилд Уэнсдей» Даниэль забил свой первый гол за «КПР». Летом он вернулся на родину в свой родной клуб «Дебрецен». 10 сентября в матче против «Уйпешта» Тёжер дебютировал за команду. 24 сентября в поединке против «Диошдьёра» он забил свой первый гол за «Дебрецен».

## Международная карьера
В составе сборной Венгрии до 17 лет принимал участие на чемпионате Европы в Дании, где провёл все три матча. Также играл за сборные Венгрии до 19 и 21 года. 14 декабря 2005 года в товарищеском матче против сборной Мексики Даниэль дебютировал за сборную Венгрии. 13 октября 2007 года в отборочном матче чемпионата Европы 2008 года против сборной Мальты Тёжер забил свой первый гол за национальную команду.

### Голы за сборную Венгрии
| # | Дата            | Место                                   | Противник | Счёт | Результат | Соревнование                       |
| - | --------------- | --------------------------------------- | --------- | ---- | --------- | ---------------------------------- |
| 1 | 13 октября 2007 | Стадион Жужа Ференца, Будапешт, Венгрия | Мальта    | 2:0  | 2:0       | Чемпионат Европы 2008 квалификация |

## Достижения
«Генк»
- Чемпионат Бельгии по футболу: 2010/11
- Обладатель Кубка Бельгии: 2008/09
- Обладатель Суперкубка Бельгии: 2011